# مایکل استنسگارد
مایکل استنسگارد (انگلیسی: Michael Stensgaard؛ زادهٔ ۱ سپتامبر ۱۹۷۴) بازیکن فوتبال سابق اهل دانمارک بود که در پست دروازه‌بان بازی می‌کرد.
از باشگاه‌هایی که در آن بازی کرده‌است می‌توان به باشگاه فوتبال لیورپول، باشگاه فوتبال کپنهاگن، و باشگاه فوتبال ساوت‌همپتون اشاره کرد.
وی همچنین در تیم ملی فوتبال زیر ۲۱ سال دانمارک بازی کرده‌است.